# Студия художников им. В.В.Верещагина МВД России
Студия художников имени В.В. Верещагина Министерства внутренних дел России — госучреждение, подразделение МВД России. Основана в 1969 году по Приказу Министра внутренних дел СССР генерала армии Н.А. Щёлокова.

## История
Студия была основана в 1969 году по приказу Министра внутренних дел СССР Н. А. Щелокова. Первым руководителем Студии был народный художник Российской Федерации, действительный член и вице-президент РАХ Бичуков А. А. В 1993 г. Студии художников МВД России решением Правительства города Москвы было присвоено имя русского живописца и литератора В. В. Верещагина. В настоящее время Студию возглавляет заслуженный художник Российской Федерации, лауреат Премии МВД России Леонов Олег Александрович.

## Цели и задачи Студии
Из Приказа об учреждении Студии:
«…с целью укрепления авторитета милиции, для создания в произведениях изобразительного искусства положительного образа защитника правопорядка,  отображения истории органов внутренних дел, их героических будней; в целях повышения культурного уровня и эстетического воспитания личного состава».

## Фонды
За время работы Студии её художниками было создано более двух тысяч произведений живописи, графики, станковой и монументальной скульптуры, медальерного и декоративно-прикладного искусства

## Выставочная деятельность
Студия имеет свой выставочный зал,  в котором проходят выставки картин, как  художников Студии, так и авторские выставки художников со всей России. Выставки художников Студии проходили в крупнейших выставочных залах России, а также во Франции, Великобритании, США, Италии, Греции, Швеции, Германии, Португалии, Турции, Австрии, Швейцарии, Польше, Китае, на Кипре. Памятники, созданные художниками Студии, украшают улицы и площади многих городов.

## Художники Студии
В студии работают профессиональные художники, учившиеся в ведущих художественных вузах страны. По словам искусствоведа О. В. Марьяновской, хранителя фондов студии, «все они — признанные мастера, верные традициям классического искусства, отмеченные почётными званиями, государственными и ведомственными наградами».
В разное время в Студии работали: Бичуков А. А., Желваков В. Ю., Леонов О. А., Михайлов И. Г., Олейников С. Н., Теслик А. И., Шумейко А. А.